# Wilfried Dalmat
Wilfried Dalmat (Tours, 17 luglio 1982) è un ex calciatore francese, di ruolo centrocampista o attaccante.
Ha due fratelli, Stéphane e Cyril, anch'essi calciatori professionisti.

## Statistiche

### Cronologia presenze e reti in nazionale
| Cronologia completa delle presenze e delle reti in nazionale ― Saint-Martin | Cronologia completa delle presenze e delle reti in nazionale ― Saint-Martin | Cronologia completa delle presenze e delle reti in nazionale ― Saint-Martin | Cronologia completa delle presenze e delle reti in nazionale ― Saint-Martin | Cronologia completa delle presenze e delle reti in nazionale ― Saint-Martin | Cronologia completa delle presenze e delle reti in nazionale ― Saint-Martin | Cronologia completa delle presenze e delle reti in nazionale ― Saint-Martin | Cronologia completa delle presenze e delle reti in nazionale ― Saint-Martin |
| Data                                                                        | Città                                                                       | In casa                                                                     | Risultato                                                                   | Ospiti                                                                      | Competizione                                                                | Reti                                                                        | Note                                                                        |
| --------------------------------------------------------------------------- | --------------------------------------------------------------------------- | --------------------------------------------------------------------------- | --------------------------------------------------------------------------- | --------------------------------------------------------------------------- | --------------------------------------------------------------------------- | --------------------------------------------------------------------------- | --------------------------------------------------------------------------- |
| 6-9-2019                                                                    | Bridgetown                                                                  | Barbados                                                                    | 4 – 0                                                                       | Saint-Martin                                                                | CONCACAF Nations League 2019-2020 - 1º turno                                | -                                                                           | 70’                                                                         |
| 8-9-2019                                                                    | The Valley                                                                  | Saint-Martin                                                                | 1 – 2                                                                       | Isole Vergini Americane                                                     | CONCACAF Nations League 2019-2020 - 1º turno                                | 1                                                                           |                                                                             |
| 12-10-2019                                                                  | The Valley                                                                  | Saint-Martin                                                                | 3 – 0                                                                       | Isole Cayman                                                                | CONCACAF Nations League 2019-2020 - 1º turno                                | -                                                                           | 83’                                                                         |
| 16-10-2019                                                                  | George Town                                                                 | Isole Cayman                                                                | 1 – 0                                                                       | Saint-Martin                                                                | CONCACAF Nations League 2019-2020 - 1º turno                                | -                                                                           | 82’                                                                         |
| 26-3-2022                                                                   | Quartier d'Orléans                                                          | Saint-Martin                                                                | 2 – 0                                                                       | Bahamas                                                                     | Amichevole                                                                  | -                                                                           |                                                                             |
| 3-6-2022                                                                    | The Valley                                                                  | Saint-Martin                                                                | 0 – 0                                                                       | Aruba                                                                       | CONCACAF Nations League 2022-2023 - 1º turno                                | -                                                                           | 61’ 79’                                                                     |
| 7-6-2022                                                                    | Willemstad                                                                  | Aruba                                                                       | 3 – 0                                                                       | Saint-Martin                                                                | CONCACAF Nations League 2022-2023 - 1º turno                                | -                                                                           | 68’                                                                         |
| 13-6-2022                                                                   | Basseterre                                                                  | Saint Kitts e Nevis                                                         | 1 – 1                                                                       | Saint-Martin                                                                | CONCACAF Nations League 2022-2023 - 1º turno                                | -                                                                           | 90+1’                                                                       |
| 29-1-2023                                                                   | Port of Spain                                                               | Trinidad e Tobago                                                           | 2 – 0                                                                       | Saint-Martin                                                                | Amichevole                                                                  | -                                                                           | 72’                                                                         |
| 7-9-2023                                                                    | The Valley                                                                  | Anguilla                                                                    | 0 – 6                                                                       | Saint-Martin                                                                | CONCACAF Nations League 2023-2024 - 1º turno                                | -                                                                           | 60’                                                                         |
| 12-9-2023                                                                   | Basseterre                                                                  | Saint-Martin                                                                | 2 – 1                                                                       | Bonaire                                                                     | CONCACAF Nations League 2023-2024 - 1º turno                                | -                                                                           | 71’                                                                         |
| 22-11-2023                                                                  | Rincon                                                                      | Bonaire                                                                     | 0 – 4                                                                       | Saint-Martin                                                                | CONCACAF Nations League 2023-2024 - 1º turno                                | -                                                                           | 57’                                                                         |
| Totale                                                                      |                                                                             | Presenze                                                                    | 12                                                                          |                                                                             | Reti                                                                        | 1                                                                           |                                                                             |

## Palmarès

### Club

#### Competizioni nazionali
- Campionato francese: 1

Nantes: 2000-2001
- Supercoppa francese: 1

Nantes: 2001
- Supercoppa del Belgio: 2

Standard Liegi: 2008, 2009
- Campionato belga: 1

Standard Liegi: 2008-2009